# Mont Nimba
Mont Nimba (i Liberia Mount Nimba eller Nimba Mountain) är den högsta bergstoppen i Nimbamassivet (Monts Nimba), belägen på gränsen mellan Elfenbenskusten och Guinea. En del av Nimbamassivet, men inte den högsta  punkten, ligger i Liberia. Namnet lär härledas från det lokala mano-språkets Nein Ba, uttytt "Stora syster". För folket kring massivet var berget med sin speciella flora och fauna en källa för bl.a. traditionella medicinalväxter, samt en växt av vilken man kunde förfärdiga en sorts krut. 

## Nimbamassivet
Massivet utgörs av en cirka 45 km lång bergsrygg, vilken sträcker sig i nordöstlig riktning med utlöpare både på liberianskt territorium (Mount Gbahm) och mot väst i Guinea. Högsta punkten är 1 752 meter över havet, på de franska kartorna från kolonialtiden (Institut Géographique National i Paris) benämnd Mont Richard-Molard, även refererad till som "Mont Nimba". Berget är högsta punkten i såväl Elfenbenskusten som Guinea. Högsta punkten i Liberia, cirka 5 km sydväst om "treriksröset", en enkel, meterhög betongplint, kallades under LAMCO-tiden "Guesthouse Hill" med en höjd över havet av cirka 1350 m.

## Geologi och gruvverksamhet
Topografiskt sett är Nimbaryggen ett typiskt "inselberg", ett massiv, vilket reser sig brant över de omgivande, delvis kuperade slätterna, vilka kring de internationella gränserna håller höjder kring 600 m ö.h. Andra, mindre omfattande liknande berg reser sig något eller några tiotal km väster om massivet, inkluderande Mount Tokadeh, där det gamla gruvbolaget LAMCO hade börjat bryta lågvärdig järnmalm (35–40 procent järn) för anrikning och sintring, brytningen numera (cirka år 2006) återupptagen av järn- och stålbolaget ArcelorMittal. Det svenska projektet LAMCO var baserat på att bryta högvärdig (60–70 procent järn) järnmalm mitt på berget Mount Nimba och frakta detta till havet och utlastningen i Liberia, vilket pågick åren 1963–1989, och vilket avbröts av de våldsamma inbördeskonflikterna i Liberia. Anläggningarna gjordes enbart på Liberias territorium. Man ser med Google Earth än idag spåren efter järnvägen där den gick fram ända från berget ner till havet, likaså det enorma, delvis vattenfyllda hålet i bergryggen, kvar efter dagbrottet i den nu utbrutna centrala malmkroppen, Main Orebody.
Nimbabergets form, liksom den i de omgivande, smärre bergen, är betingad av de underliggande geologiska formationerna: bergarterna utgörs av kristallina formationer från prekambrisk tid, med en ålder av cirka 1800 miljoner år. I omgivningens slätter är underliggande berggrund en blandning av gnejser och andra kristallina bergarter, i vilka gamla havsavlagringar med bl.a. leror, omvandlade till lätteroderade skiffrar, s.k. fylliter, och järnoxidbandade kvartsiter, s.k. itabiriter, pressats ihop i kontinentvida bergskedjeveckningar. Dessa gamla järnförande sandstenar i sin hårdpressade form står brant i dagens Nimba och har med undantag för vissa delar av massivet motstått miljoner år av vittring och erosion. Undantagen utgörs av vissa partier i bergsryggen, där i djupa klyftor och spetsigare toppar kvartsen lösts ut av den tropiska vittringen och lämnat kvar en delvis mycket lös rik järnmalm. Dessa formationer har sin motsvarighet i andra liknande från samma geologiska tidsperiod, i Afrika bl.a. i Liberia (Putu, Mano River och Wologisi), i Sierra Leone (Marampa och Tonkolilli), i Gabon (Mekambo-Makoko), längre bort Brasilien (med Itabira i Minas Gerais), Venezuela (Cerro Bolivar), Skandinavien (Stråssa och Varanger), Ukraina (Krivoj Rog), Indien, och väl också nordvästra Australien (Hammersley). Således rör det sig om ekonomiskt betydelsefulla berg, vilket dock ej alltid, som i Nimba, varit helt förenligt med nödvändigheten att skydda miljön.

## Flora och fauna
Som isolerat, högrest bergsmassiv har även en mycket speciell fauna och flora utvecklats på och kring berget. Växtligheten med sitt beroende av klimat och höjdläge skiftar från bergets bas till topp-partierna. Hela området ligger på gränsen mellan tropisk regnskog i söder och en savann med "galleriskogar" i flod- och bäckravinerna i norr. Skogsvegetationen företer allt smärre träd mot höjderna. I en del av ravinerna i bergsflankerna växer hela skogar av jätteormbunkar med tätt stående taggiga stammar. Några procent av växtarterna sägs vara kvar från tertiärperioden, före den senaste miljonen års istider. Djurvärlden visar också upp många unika arter, små grodor födande levande ungar, enorma sniglar, och i nordvästra delen av massivets förberg i Guinea en befolkning av speciella småväxta schimpanser. De senare har möjligen gett upphov till en livligt cirkulerande myt om "small men on the mountain", vilka kan båda ofärd för dem, som råkar möta dem (liknande myter i gamla europeiska gruvområden, som i medeltidens Tyskland med tron på illvilliga tomtenissar, Nicklasse eller nickelgubbar och Kobolde, upphovet till namnet på metallen kobolt). 
Mont Nimba i Guinea och Elfenbenskusten har varit föremål för intensiv vetenskaplig utforskning i regi speciellt av det tidigare franska forskningsinstitutet IFAN med säte i Dakar, Senegal (Institut Français pour l'Afrique Noire), vilket under efterkrigsåren grundade och drev en forskningsstation i byn N'Zo nedanför bergsryggens nordände. En följd av de forskningarna var att de franska myndigheterna den gången förstod bergets unika natur (kuriöst nog utom geologin) och föranledde etablerandet av områdets norra del som strikt, "integralt" naturreservat, vilket senare tiders gruvintressen sökt att kraftigt nagga i kanterna på. På liberianska sidan samarbetade LAMCO under 1960-talet och årtiondena framöver med Internationella naturvårdsunionen (IUCN) för att åtminstone dämpa de oundvikliga ekologiska följderna av gruvutvecklingen.

## Befolkning
Folket kring Nimba utgörs i huvudsak av Mano i väster och sydväst, och Gio i öster och sydöst, även om under fredliga tider en tillströmning av människor från andra områden i de kringliggande länderna, t.ex. Bassa och Kru från söder, Krahn och Putu från öster, Dan från Elfenbenskusten och Mandingo från norr både utökat och delvis blandat befolkningen. De senaste[när?] årtiondenas kaotiska och tragiska konflikter i regionen har säkert också bidragit till stora demografiska, etniska och kulturella förändringar.